# Asthenes berlepschi
Cesteiro-de-bico-curto ou lenheiro-chaquenho (Asthenes baeri) é uma espécie de ave da família Furnariidae.
É endémica da Bolívia.
Os seus habitats naturais são: matagal tropical ou subtropical de alta altitude e jardins rurais.
Está ameaçada por perda de habitat.